# نیک مارتینز
نیک مارتینز (انگلیسی: Nick Martinez؛ زادهٔ ۵ اوت ۱۹۹۰) بازیکن بیس‌بال اهل ایالات متحده آمریکا است.
از باشگاه‌هایی که در آن بازی کرده‌است می‌توان به تگزاس رنجرز اشاره کرد.
وی در مسابقات کشوری و بین‌المللی در مجموع برندهٔ ۱ مدال نقره شده‌است.